# Mitsubishi Ki-21
Mitsubishi Ki-21 (яп. 三菱 キ21) — серійний важкий бомбардувальник Імперської армії Японії періоду Другої світової війни. Наймасовіший важкий бомбардувальник японської армії. Вперше був використаний під час японсько-китайської війни в 1938 році, після чого інтенсивно використовувався до середини війни на Тихому океані.
В «довгій» нумерації літаків японської армії позначався Важкий армійський бомбардувальник Тип 97 (яп. 九七式重爆撃機). Кодова назва союзників — «Саллі» (англ. Sally) та «Гвен» (англ. Gwen) (модифікація Ki-21-IIb).

## Історія створення

### Концепція і дизайн

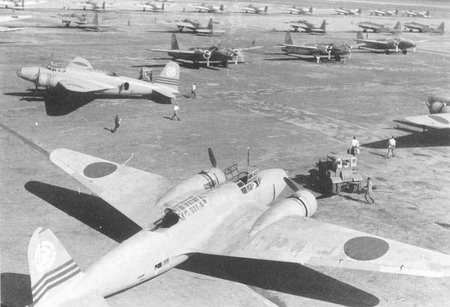
Ki-21 на аеродромі.

На початку 30-их років Японія посилила свій вплив на північному сході Китаю, створивши маріонеткову Маньчжурську державу. В результаті цього Японія отримала величезний кордон з Радянським Союзом, який в цей час саме розвивав транспортну і оборонну інфраструктури на Далекому Сході і в Сибіру. Передбачаючи можливі конфлікти, Імперська армія Японії почала програму модернізації і підготовки для бойових дій в цьому регіоні. Одним з пунктів модернізації було створення нових літаків для повітряних сил, зокрема важкого бомбардувальника далекої дії, оскільки Mitsubishi Ki-1 та Mitsubishi Ki-20 були вже повністю застарілими. Як тимчасове рішення, було закуплено 82 літаки Fiat BR.20, але Японська імперія не планувала покладатись на експорт озброєнь.
Відповідно до замовлення, сформованого 15 лютого 1936 року, це мав бути двомоторний чотиримісний літак, здатний нести 750 кг (максимально 1000 кг) бомб, озброєний трьома 7,7-мм кулеметами, і мати шасі, яке складається. Літак мав бути оснащений двигунами Mitsubishi Ha-6 або Nakajima Ha-5. Максимальна швидкість на висоті 3000 м мала бути не менше 400 км/год, час набору цієї висоти — не більше 8 хв, операційна висота від 2000 до 4000 метрів, тривалість польоту при крейсерській швидкості в 300 км/год — 5 годин, довжина злітної смуги — 300 м, і злітна маса менше 6400 кг. Оскільки в той час основним противником вважався СРСР, особливу увагу слід було зосередити на можливості експлуатації літака в умовах низьких температур Маньчжурії та Сибіру. Команда мала складатись з чотирьох осіб: пілота, другого пілота/навігатора, бомбардира/стрільця, радиста/стрільця, і ще два запасні місця для стрільців.
У конкурсі взяли участь фірми Mitsubishi з проектом літака Ki-21, Nakajima з проектом Ki-19 та Kawasaki з проектом Ki-22. Проект Ki-22 був відхилений зразу, а фірми Mitsubishi та Nakajima отримали замовлення на побудову прототипів для проведення порівняльних випробувань.

### Випробування прототипів
Конструктори фірми Mitsubishi під керівництвом Кеносуке Одзава розробили суцільнометалевий середньоплан з двокілевим оперенням і двигунами Mitsubishi Ha-6 потужністю 825 к.с. Оскільки робота над Ki-21 мала найвищий пріоритет, то вже 18 грудня 1936 року на 5-у авіаційному заводі Mitsubishi в Нагої почались випробування першого прототипу, а до кінця року в повітря піднявся і другий прототип. Обидва літаки оснащувались трьома 7.7-мм кулеметами: в носі, де кулемет був шарнірно закріплений і міг рухатись в вертикальній площині, турельний зверху, який покривав верхню півкулю, і турельний знизу на виступі в фюзеляжі. Також однаковим був засклений ніс, в якому розташовувався бомбардир. Другий прототип відрізнявся тільки значно більшим заскленням зверху — довгою «теплицею», яка залишилась і на перших серійних літаках.
У березні-травні 1937 року на військовій базі Татікава пройшли порівняльні випробування з літаком Ki-19, які не виявили однозначного переможця. Ki-19 мали надійніші двигуни і дещо кращі льотні характеристики, Ki-21 продемонстрував більшу швидкість, менше навантаження на крило і в цілому кращий дизайн. В червні відбулись бомбардувальні випробування в навчальній школі Хамамацу, які знову не проявили явного переможця, тому військові запропонували компаніям виправити виявлені недоліки, а також спробувати помінятись двигунами, та продовжити конкурс.
В результаті третій прототип Ki-21 оснащувався двигунами Nakajima Ha-5, а прототип Ki-19 — Mitsubishi Ha-6 відповідно. Окрім цього була покращена аеродинаміка носової частини, носовий кулемет отримав повноцінну турель і виступ для нижнього кулемета був зменшений. Для покращення стабільності при бомбометанні також був дещо збільшений кіль. Повторні випробування пройшли восени 1937 року, на яких третій прототип Ki-21 показав повну перевагу над Ki-19 і був прийнятий на озброєння під назвою «Важкий армійський бомбардувальник Тип 97 Модель 1А» (або Ki-21-Ia). Перед початком серійного виробництва було замовлено п'ять передсерійних літаків, на яких тестувались різні типи обладнання і озброєння, зокрема бічні турелі і дистанційно керований кулемет в кінці хвоста.

### Серійне виробництво
Перша серійна модифікація Ki-21-I випускалась на заводі Mitsubishi в Нагої (збудовано 423 літаки) та на заводі Nakajima в Оте (збудовано 341 літак). Спочатку було випущено 143 літаків модифікації Ki-21-Ia, які практично не відрізнялись від прототипу, були оснащені двигунами Nakajima Ha-5 потужністю 1080 к.с. але мали збільшений з 1840 до 2635 л запас палива. Після отримання перших результатів бойового використання стало зрозуміло, що літак потребує значно кращого захисту.
В результаті з'явилась модифікація Ki-21-Ib з двома доданими 7,7-мм кулеметами: один в дистанційно керованій турелі в кінці хвоста, і ще один для стрільби з бокових отворів, який можна було перекидати на потрібну сторону. Для розміщення останнього фюзеляж довелось трохи розширити. Також були застосовані закрилки та горизонтальне оперення більшої площі. Крім того, був збільшений бомбовий відсік, а бензобаки були частково протектовані гумою.
Наступний варіант, Ki-21-Ic, озброювався додатковим кулеметом, який розміщувався у боковому вікні. Були посилені стійки шасі та встановлені колеса більшого діаметра. В задній частині фюзеляжу встановлювався додатковий паливний бак на 500 л, при цьому чотири 50-кг бомби розміщувались на зовнішній підвісці.

### Ki-21-II
Хоча Ki-21-I отримали гарні відгуки від пілотів, було зрозуміло, що для війна з США і союзниками буде значно складнішою ніж з Китаєм, тому військове командування замовило в Mitsubishi швидший літак. Спочатку на одному з Ki-21-Ic (№ 272) двигуни були замінені на Mitsubishi Ha-101 потужністю 1500 к.с., і поставлено пропелери більшого діаметру. Для нового двигуна прийшлося повністю переробити гондоли двигунів, також через гвинти довелось збільшити висоту шасі. Під час переробки шасі також було покращено аеродинаміку при прибраних шасі, які тепер повністю ховались за контури двигунів. Для компенсації зміни маси було ще більше збільшено горизонтальні поверхні хвоста.
Нова модифікація отримала позначення Ki-21-II, і в березні 1940 року почались випробування. Модифікації значно покращили льотні характеристики, зокрема максимальна швидкість досягла 478 км/г на висоті 4 400 м, а стеля — 10 000 м., тому командування наказало замінити Ki-21-I на складальних лініях на першу серійну модифікацію Ki-21-II, як тільки це буде можливо без перебоїв в постачанні. Проте з фірмою Nakajima контракт не було підписано, оскільки там саме розроблялась потенційна заміна — Ki-49.
Перші чотири серійні Ki-21-II були готові в грудні 1940 року і використовувались для випробувань, наступні літаки вже позначались Ki-21-IIa і були пристосовані до масованого виробництва і відрізнялись тільки деякими невеликими змінами в обладнанні.
Через затримки в розробці і впровадженні Ki-49 Mitsubishi були змушені проводити подальші модифікації літака. Оскільки основним недоліком літака все ще був недостатній захист, зокрема погані кути стрільби з верхньої турелі, через що кулемет навіть деколи знімали в польових умовах. Тому в модифікації Ki-21-IIb ліхтар кабіни стрільця, що обмежував кут обстрілу з верхнього кулемета, був замінений на велику сферичну башту з 12,7-мм кулеметом «Тип 1». Горизонтально кулемет проводився в рух педалями через ланцюгове з'єднання, що дозволило значно збільшити швидкість обертання. Проте ці зміни в захисті були мінімальними, тому з часом (приблизно з № 1300 літака) почався застосовуватись бронезахист пілота та баштового стрільця пластинами товщиною 16 та 12,5 мм.

### Транспортний варіант
Близько 100 літаків Ki-21-Ia після зняття з озброєння були переобладнані в транспортні літаки, які отримали назву MC-20-I. В таких літаках знімалось все озброєння, скляний ніс замінювався металевим, а для перевезення військ встановлювалось дев'ять додаткових сидінь. Пізніше зайві виступи, створені для захисного озброєння, також зрізались і запаювались, що дозволило ще більше підняти льотні характеристики. Перший з них було передано «Імперським японським авіалініям» для перевезень (здебільшого вантажних) між Японією, Маньчжурією і Китаєм в лютому 1940 року. Також ця модифікація використовувалась для ознайомлення пілотів з майбутнім літаком Ki-57, який базувався на Ki-21.

## Опис конструкції (Ki-21-IIb)
Крило

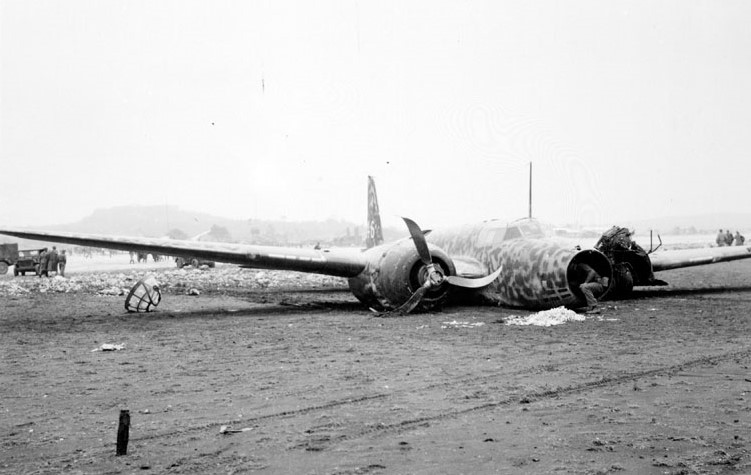
Розбитий Ki-21 на Допоміжний аеродром Йомітан (Йомітан). 24 травня 1945 року.

Середньоплан з суцільнометалевими вільнонесучим крилом. Складається з трьох секцій: центральної прямої і двох трапецієподібних (в горизонтальній площині) зовнішніх. Зовнішні секції також дещо підняті в верх і звужувались до кінця. Внутрішня будова: три опорні лонжерони на які натягнуто обшивку з легких сплавів. Гідравлічні металеві закрилки без щілин розташовуються від середини крила до елеронів. Елерони мають металевий каркас і тканинне покриття.
Фюзеляж
Овальний металевий типу напів-монокок з металевою обшивкою. Вхідні двері з лівої сторони в кінці фюзеляжу. Бомбовий відсік під центральною секцією крила. Над нею, з правого боку розміщуються два паливні баки, а з лівого — прохід до кабіни пілотів і бомбардира. В задній частині фюзеляжу зазвичай розміщувались стрільці, але за потреби встановлювались крісла для дев'яти десантників.
Хвіст
Вільнонесучі горизонтальні площини з високим відносним подовженням крила з прямими переднім краєм і рулями висоти. Вертикальна частина однокілева з одним рулем напряму. Рухомі поверхні мають металевий каркас і тканинну обшивку, рулі висоти окрім цього оснащені настроюваними тримерами.
Шасі
Дві передні стійки шасі гідравлічно прибираються вперед-вверх в капоти двигунів. Кожна стійка незалежна і складається з двох пневматичних амортизаторів типу «Олео» та вилкоподібної опори на шарнірі позаду. В прибраному варіанті шасі приховуються за спеціальним люком. Задня стійка шасі не прибирається і вільно обертається.
Двигуни і паливна система
Два 14-и циліндрові дворядні радіальні двигуни Mitsubishi Ha-101. Потужність при зльоті — 1500 к.с. при 2450 об/хв, стандартна потужність — 1450 к.с. при 2350 об/хв на висоті 2600 м і 1350 к.с. при 2350 об/хв на 4600 м. При необхідності можна було розвинути потужність 1580 к.с. при 2450 об/хв на висоті 2300 м. Повітряний гвинт металевий трилопастний фіксованого кроку. Чотири паливні баки розміщуються в крилах, ще два в фюзеляжі, за необхідності в кінці бомбового відсіку встановлювався додатковий паливний бак. Стандартні баки захищені багатошаровою гумою. Загальний об'єм баків — 3135 літрів. Незахищені масляні баки розташовуються в передній частині крила за капотами двигуна.
Озброєння
По одному ручному рухомому 7,7-мм кулемету «Тип 89» в носовій, нижній і двох бічних позиціях. Один дистанційно керований 7,7-мм кулемет «Тип 89» в хвості фюзеляжу з максимальним відхиленням в 15° в будь-яку сторону. Максимальне внутрішнє бомбове навантаження складає 1000 кг, стандартні набори бомб — 16 × 50 кг, 9 × 100 кг, 4 × 250 кг або 2 × 500 кг. При потребі на зовнішніх підвісах можна було встановити ще чотири 50 кг бомби.

## Модифікації
Всього було випущено 2 064 літаки всіх модифікацій:, з них 351 — фірмою Nakajima:
- Ki-21 — прототип (8 екз., листопад 1936 — лютий 1938)
  - Ki-21-Ia (Важкий армійський бомбардувальник Тип 97 Модель 1А) — перша серійна модель з двигунами Nakajima Ha-5-kai (850 к.с.) (143 екз., березень 1938—1939)
  - Ki-21-Ib (Важкий армійський бомбардувальник Тип 97 Модель 1B) — покращена серійна модель з додатковими 7,7-мм кулеметами, більшим бомбовим відсіком, довшими закрилками, зміненим кілем (120 екз., 1939—1940)
  - Ki-21-Ic (Важкий армійський бомбардувальник Тип 97 Модель 1C) — покращена серійна модель з додатковим 7,7-мм кулеметом та збільшеним паливним баком (160 екз., 1940)
- Ki-21-II — прототипи другої серійної моделі з потужнішими двигунами (4 екз., грудень 1940)
  - Ki-21-IIa (Важкий армійський бомбардувальник Тип 97 Модель 2А) — серійний варіант Ki-21-II (590 екз., грудень 1940—1942)
  - Ki-21-IIb (Важкий армійський бомбардувальник Тип 97 Модель 2B) — покращений варіант Ki-21-IIa (688 екз., 1942 — вересень 1944)
- Ki-21-Ia, -Ib, — Ic на заводах фірми Nakajima (351 екз., серпень 1938 — лютий 1941)
- MC-20-I (Армійський транспортний літак Тип 100 модель 1) — неозброєний транспортний та цивільний варіант (~ 100 перероблених з Ki-21-I машин)

## Історія використання

### Японсько-китайська війна
Літаки Ki-21-Ia вже літом 1938 році з'явились на озброєнні 60-го авіазагону в Маньчжурії, де взяли участь в японсько-китайській війні. Зимою 1938-39 року Ki-21 брали участь в нальотах на китайські міста на півночі. Весною 1939 в Китай було переведено ще 58-ий і 61-ий авіазагони. Не зважаючи на те, що Ki-21 був тепло прийнятий в військах, він не міг ефективно використовуватись для бомбардувань центрального Китаю (зокрема Чунціна і Ланьчжоу) через відсутність ескортних винищувачів з таким радіусом дії і слабкість власного захисного озброєння.
Значно краще себе показали наступні модифікації Ki-21-Ib/c, але це було не прямим наслідком покращеного захисту літаків, а швидше значними втратами китайських ВПС.

### Бої на Халхин-Голі
12 Ki-21 61-го авіазагону були перекинені до кордону з Монголією перед початком боїв на Халхин-Голі, згодом їх кількість було збільшено. 27 червня 1939 року під час нальоту на аеродром Тамцак-Булак 2 бомбардувальники Ki-21 були збиті, а один через відмову двигуна здійснив вимушену посадку і став трофеєм радянських військ. Літаки Ki-21 і надалі діяли доволі інтенсивно. У період з 3 по 10 липня, підтримуючи свої війська у боях за гору Баян-Цаган, Ki-21 разом із Fiat BR.20 скинули 174 тонни бомб.
Проте незабаром екіпажі Ki-21 стали відчувати сильну втому, оскільки ротація екіпажів була неможлива. Крім того, щільний вогонь радянської та монгольської ППО змушував Ki-21 діяти на великих висотах, де екіпажі страждали через низьку надійність кисневого обладнання. Незабаром частини, на озброєнні яких були Ki-21, були виведені із зони боїв.
Незважаючи на інтенсивне використання в умовах переваги радянської авіації, були збиті лише 3 Ki-21, а ще три були пошкоджені і не підлягали відновленню.

### Війна на Тихому океані

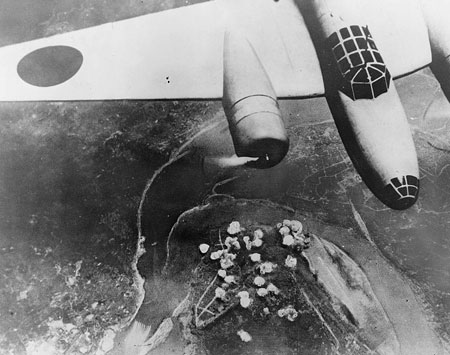
Ki-21 під час бомбардування міста Чунцін

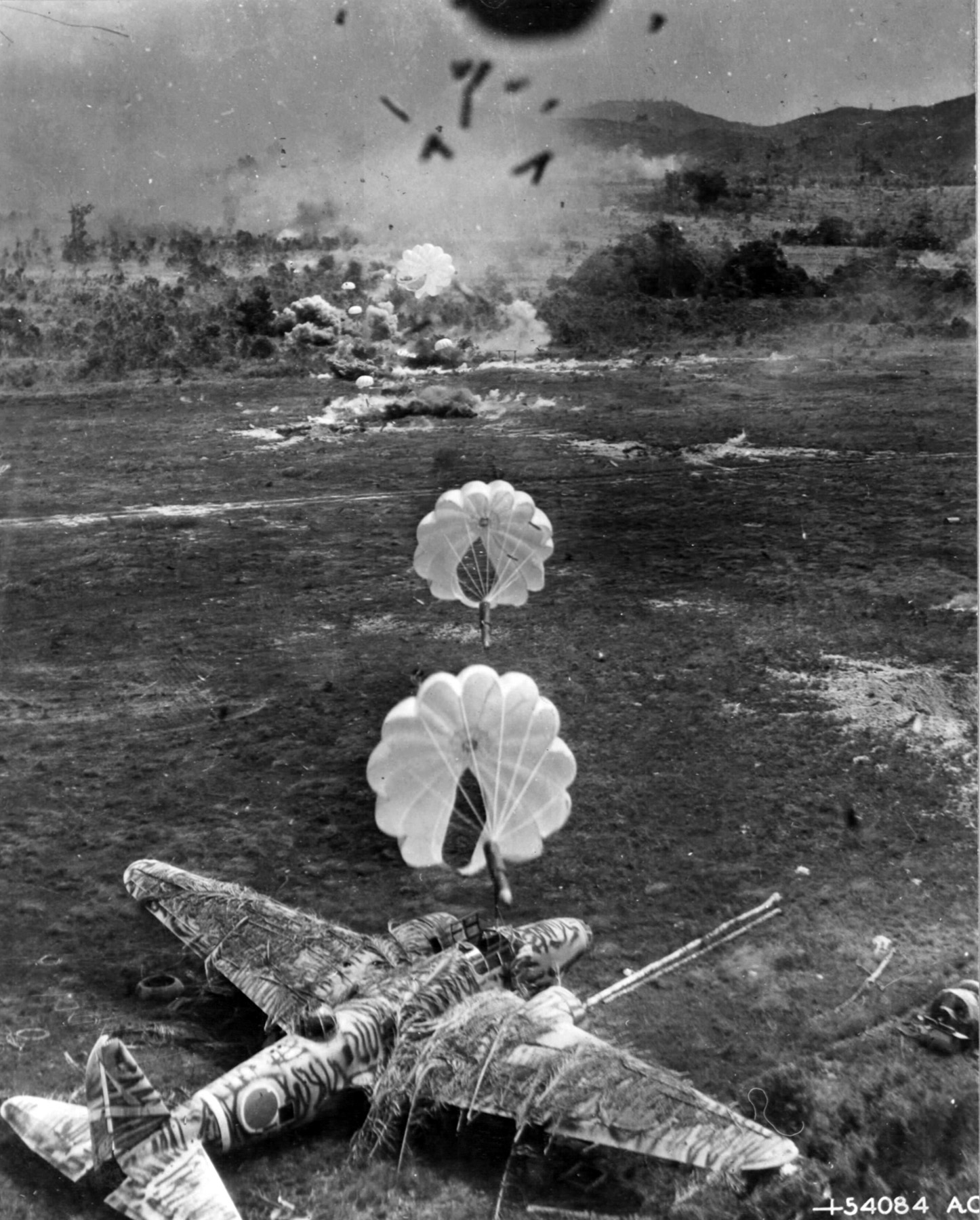
Ki-21 з характерним камуфляжем на аеродромі під час бомбардування осколковими бомбами з Douglas A-20 Havoc.

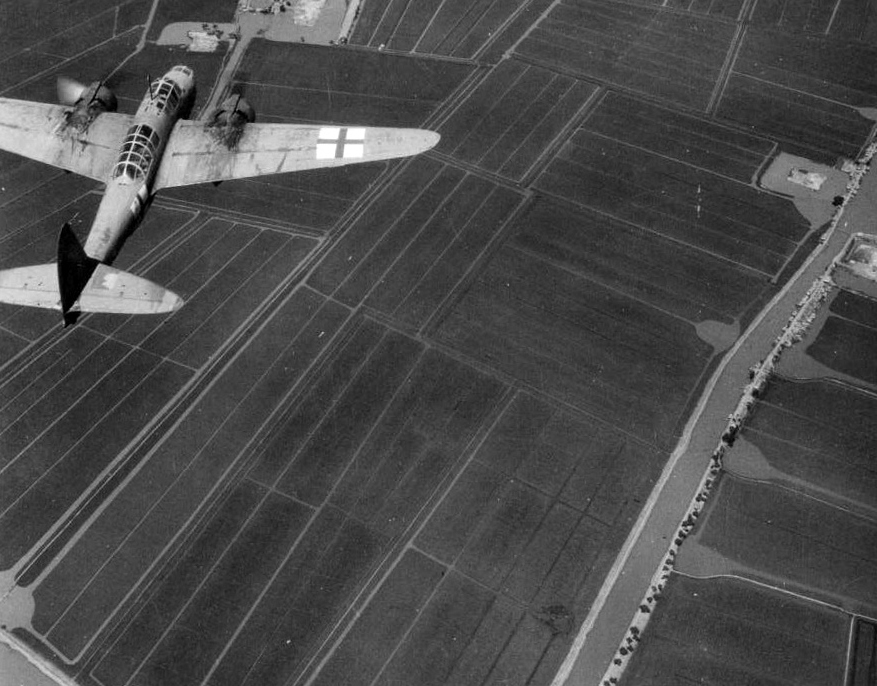
Ki-21 з нанесеним червоним хрестом над крилами в небі над Китаєм. 1945 рік.

Нова модель Ki-21-II почала надходити у війська на початку 1941 року. Більшість з'єднань встигли перейти на нову модель до початку війни на Тихому океані, а застарілі Ki-21-I передавались у льотні школи або переобладнувались на транспортний варіант MC-21-I.
На момент початку війни більшість літаків Ki-21 базувались в Індокитаї (12, 60, 62 і 98-ий авіазагони в складі 3-ї авіадивізії) на Формозі (14-ий авіазагін) та в Маньчжурії (74-ий авіазагін).
3-я авіадивізія під керівництвом генерал-лейтенанта Мічійо Сугувари повинна була діяти проти Бірми та Малайї. Проте на момент початку бойових дій перекидання дивізії з Китаю ще не було завершене, зокрема через завантаженість транспорту, тому необхідні кількості запчастин і боєприпасів ще не були доступні. Більше того, перед початком війни і в декілька перших днів над Пномпенем, де базувалась дивізія, випали сильні дощі, які зробили ґрунтове покриття польових аеродромів непридатним для зльоту важких машин. Тому активність Ki-21 була незначною, хоча один авіазагін здійснював підготовчі бомбардування Кота-Бару перед висадкою десанту 8 грудня. Лише наприкінці грудня 1941 року погода дозволила організувати масовані нальоти. Перший з них, на Рангун, відбувся 23 грудня. У ньому взяли участь 60 літаків Ki-21 з 12, 60 і 62-го авіазагонів, 20 з яких було втрачено від вогню винищувачів 67-ї ескадрильї Королівських ВПС і волонтерського корпусу США, які мали на озброєнні декілька сучасних P-40 Warhawk.
У січні 1942 року Ki-21 широко застосовувались в операціях проти Сінгапуру та Голландської Ост-Індії, де Ki-21, зокрема, підтримували десант на Палембанг. У південно-західній частині Тихого океану Ki-21 застосовувались значно менше, оскільки для цього ТВД їх дальність була недостатньою. 14-ий авіазагін після декількох вильотів і трьох втрачених літаків був перекинутий на бірманський фронт, а згодом в Нову Гвінею. Втрати були дуже незначними, оскільки опір ВПС союзників були застарілі (більшість винищувального парку складали F2A Buffalo) і їх було надто мало, зокрема Гонконг взагалі не мав прикриття авіацією. 
Під час Філіппінської операції Ki-21 98-го авіазагону бомбили останні вогнища спротиву — фортецю Коррехідор та опорні пункти на Батаані.
Надалі основним театром військових дій для Ki-21 стала Нова Гвінея, де вони зазнали відчутних втрат і змушені були перейти переважно на нічні дії. 9 травня 1942 року 7 Ki-21 бомбили аеродром Мілімгімбі в Австралії. Але поява у Новій Гвінеї американських нічних винищувачів зробила небезпечними польоти Ki-21 також і в темну частину доби. До вересня 1943 року частини, що діяли у Новій Гвінеї, залишились практично без літаків і були виведені на переформування.
На бірманському фронті Ki-21 одними з найвідоміших операцій були нальоти на Калькутту, перший з яких відбувся 5 грудня 1943 року. Проте в цих операціях Ki-21 зазнали відчутних втрат, оскільки їм вже тоді протистояли сучасні Supermarine Spitfire. Зокрема 31 грудня 1943 року під час нальоту 14 Ki-21, винищувачі 136-ї ескадрильї Королівських ВПС змогли збити вісім Ki-21 і три супроводжуючі Ki-43. Для компенсації втрат було перекинуте підкріплення, але й воно за 3 місяці практично розтануло. На момент виводу на Формозу у березні 1944 року частини, на озброєнні яких були Ki-21, налічували всього 4 літаки.
Хоча літаки Ki-21 і зберегли популярність у військах завдяки хорошій керованості та простоті обслуговування, вони вже застаріли і не відповідали тим завданням, які перед ними ставились в умовах початку наступу союзників. Але незважаючи на це, Ki-21 продовжували використовуватись, оскільки Nakajima Ki-49, які мали їх замінити, були складними у керуванні та несли невелике бомбове навантаження.
Літаки Ki-21 випускались до серпня 1944 року. Тільки після запуску у серію Mitsubishi Ki-67 на початку 1944 року літаки Ki-21 почали виводитись зі стройових частин, хоча деякі частини використовували їх до закінчення війни. Після припинення використання Ki-21 як бомбардувальника літак продовжував використовуватись для підготовки екіпажів, як транспортний літак та літак для спеціальних завдань.

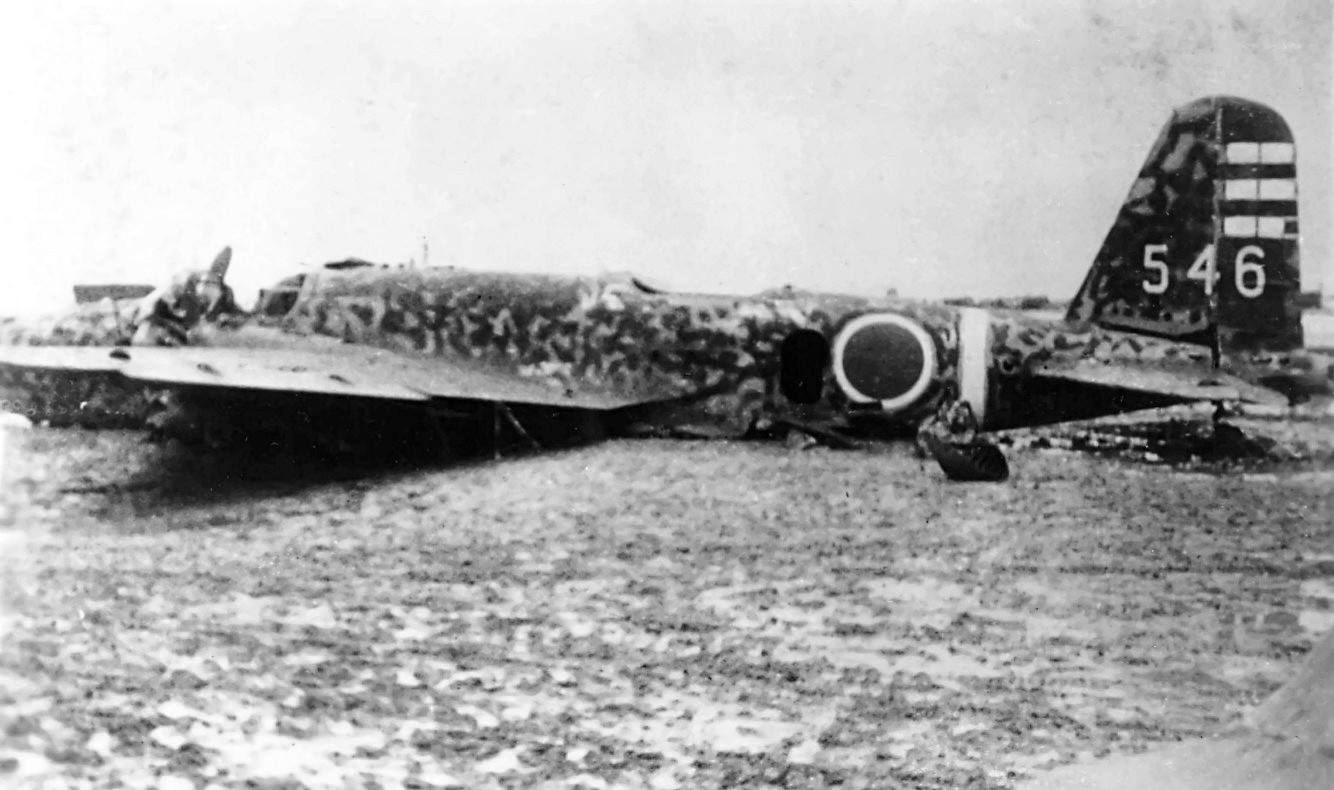
Єдиний Ki-21 що приземлився на Окінаві 24 травня 1945 року.

Остання бойова операція, у якій взяли участь Ki-21, відбулась 24 травня 1945 року. Вона показала те відчайдушне становище, у якому була Японія наприкінці війни. 9 літаків Ki-21-IIb 3-го крила 58-го авіазагону без захисного озброєння, з дюжиною спеціально підготовлених десантників-смертників кожен, вилетіли на базу американських B-29 на Окінаві. Пролетівши на малій висоті, літаки вийшли в район цілі, де були перехоплені американськими винищувачами. Тільки один Ki-21 зумів уникнути винищувачів та здійснити аварійну посадку на аеродромі Ентан. Поки американські морські піхотинці ліквідували десантників, ті зуміли знищити 7 літаків B-29, пошкодити ще 2, знищити склади паливно-мастильних матеріалів та боєприпасів. Авіабаза була виведена з ладу на 10 годин.

### Тактика використання
Згідно з доктриною японських ВПС, важкі бомбардувальники вилітали на ціль в складі роти (яп. 飛行中隊, Хіко: Чу: тай) з дев'яти літаків, кожна ланка роти (три літаки) утворювала V-подібне формування, розміщення яких одна відносно одної теж було строгим. Така формація мала зберігатись до самого моменту скидання на ціль не зважаючи на ворожі винищувачі чи засоби ППО. Бомби скидались за командою від лідера групи на висотах від 1500 до 6000 м залежно від цілі і очікуваного спротиву. Після скидання бомб формування дещо послаблювалось для виконання ухильних маневрів проти можливих супротивників. Винищувальний ескорт сильно залежав від наявних літаків, а також району операції, при цьому тактика ескортування постійно змінювалась протягом війни.

## Назви
Літаки Ki-21 мали декілька позначень в класифікації союзників. Спочатку літаку присвоїли позначення «Джейн» (англ. Jane). Але генерал Дуглас Макартур виступив проти, оскільки ця назва збігалася з іменем його дружини. Літак був перейменований на «Саллі» (англ. Sally).
Коли з'явилась модифікація Ki-21-IIb, яка мала замість звичного великого ліхтаря місця стрільця отримала турель, союзники спочатку дали їй назву «Гвен» (англ. Gwen). Згодом, коли з'ясувалось, що це не новий літак, а модифікація вже існуючого, її перейменували в «Саллі-3». Перші моделі з двигуном Mitsubishi Ha-5 отримали назву «Саллі-1», а варіант Ki-21-IIa з двигуном Mitsubishi Ha-101 назвали «Саллі-2».

## Тактико-технічні характеристики
Дані з Japanese Aircraft of the Pacific War і The Mitsubishi Ki-21

### Технічні характеристики
|                       |                       | Ki-21-Ia                           | Ki-21-IIb                         |
| --------------------- | --------------------- | ---------------------------------- | --------------------------------- |
| Екіпаж                | Екіпаж                | 5—7 осіб                           | 5—7 осіб                          |
| Довжина               | Довжина               | 16 м                               | 16 м                              |
| Висота                | Висота                | 4,35 м                             | 4,85 м                            |
| Розмах крил           | Розмах крил           | 22,5 м                             | 22,5 м                            |
| Площа крил            | Площа крил            | 69,6 м²                            | 69,6 м²                           |
| Маса                  | пустого               | 4691 кг                            | 6070 кг                           |
| Маса                  | спорядженого          | 7492 кг                            | 9710 кг                           |
| Маса                  | максимальна злітна    | 7916 кг                            | 10 610 кг                         |
| Навантаження на крило | Навантаження на крило | 107,6 кг/м²                        | 139,5 кг/м²                       |
| Об'єм паливних баків  | Об'єм паливних баків  | 2635 л                             | 3135 л                            |
| Двигуни               | Двигуни               | 2 × Nakajima Ha-5 KAI              | 2 × Mitsubishi Ha-101             |
| Потужність            | злітна                | 2 × 950 к. с.                      | 2 × 1500 к.с.                     |
| Потужність            | операційна            | 2 × 1080 к. с. (на висоті 4000 м.) | 2 × 1340 к.с. (на висоті 3600 м.) |
| Потужність            | питома                | 3,9 кг/к. с.                       | 3,2 кг/к. с.                      |
| Швидкість             | максимальна           | 432 км/год (на висоті 4000 м)      | 486 км/год (на висоті 4720 м)     |
| Швидкість             | крейсерська           | —                                  | 380 км/год (на висоті 5000 м)     |
| Швидкість підйому     | Швидкість підйому     | На висоту 5 км — 13 хв 55 c        | На висоту 6 км — 13 хв 13 с       |
| Дальність             | операційна            | 1500 км                            | 2700 км                           |
| Дальність             | максимальна           | 2700 км                            | -                                 |
| Практична стеля       | Практична стеля       | 8600 м                             | 10 000 м                          |

### Озброєння
- Ki-21-Ia:

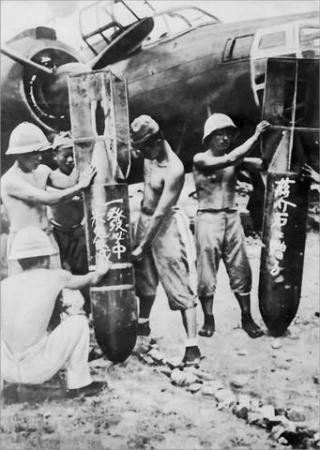
Бомби Ki-21. Напис на лівій «Подарунок для Чан Кайші»

  - 3 × 7,7-мм кулемети «Тип 89» у носовій, верхній та нижній вогневих точках.
- Ki-21-Ib:
  - 5 × 7,7-мм кулемети «Тип 89» у носовій, верхній, нижній, хвостовій і боковій (переносній) вогневих точках.
- Ki-21-Ic i Ki-21-IIa:
  - 6 × 7,7-мм кулемети «Тип 89» у носовій, верхній, нижній, хвостовій і бокових вогневих точках.
- Ki-21-IIb:
  - 5 × 7,7-мм кулемети «Тип 89» у носовій, нижній, хвостовій і бокових вогневих точках.
  - 12,5-мм кулемет «Тип 1» у верхній вогневій точці.
- Бомбове навантаження:
  - Нормальне — 750 кг бомб
  - Максимальне — 1000 кг бомб

## Оператори
Японська імперія
 ВПС Імператорської армії Японії

- Авіазагони ВПС:
  - 7-й (1941 — 1943; Французький Індокитай, Малайя, Нідерландська Ост-Індія, Нова Гвінея)
  - 12-й (1940 — ?; Китай)
  - 14-й (1940—1944; Французький Індокитай, Малайя, Нідерландська Ост-Індія, Нова Гвінея, Філіппіни)
  - 58-й (лютий 1943 — серпень 1945; Маньчжурія, Китай, Малайя, Суматра, Таїланд, Французький Індокитай, Формоза)
  - 60-й (серпень 1938 — вересень 1941; Китай)
  - 61-й (березень 1939 — лютий 1942; Маньчжурія, Китай)
  - 62-й (листопад 1940 — грудень 1943; Японські острови, Китай)
  - 92-й
  - 94-й
  - 95-й (грудень 1942 — січень 1944;)
  - 98-й (липень 1943 — лютий 1944; Малайя, Суматра, Бірма, Японські острови)
- 3-тя окрема ескадрилья ВПС (листопад 1944 — червень 1945; Японські острови, Окінава)
- 22-га авіабригада ВПС (квітень 1942 — серпень 1945; Філіппіни, Японські острови, Формоза)
- Окрема група командування 1-ї дивізії ВПС (липень 1943 — серпень 1945; Філіппіни, Японські острови)
- Окрема група командування 5-ї дивізії ВПС (жовтень 1943 — серпень 1945; Бірма, Таїланд, Французький Індокитай)
- Окрема група командування 8-ї дивізії ВПС (липень 1944 — серпень 1945; Формоза)
- Навчальна бомбардувальна школа Хамамацу (1941 — червень 1944)

 Таїланд
 Королівські повітряні сили Таїланду — 9 літаків Ki-21-I.
 Індонезія
 Повітряні сили Індонезії

## Виноски
1. ↑  Пілот, другий пілот, навігатор/бомбардир, радист/стрілець і стрілець. Додатково могли додаватись ще два стрільці.